# Amager Ishockey
Amager Ishockey ist ein dänischer Eishockeyklub aus Amager. Die Mannschaft spielt in der 1. division. Die Mannschaft trägt ihre Heimspiele in der 1100 Zuschauer fassenden Kastrup Skøjtehal aus.

## Geschichte
Die Seniorenmannschaft von Amager Ishockey tritt in der 1. division, der zweiten dänischen Spielklasse, an. Ab der Saison 2006/07 nahm die Mannschaft zudem regelmäßig am nationalen Pokalwettbewerb teil – zuletzt in der Saison 2010/11. Im Pokalwettbewerb kam die Mannschaft jedoch nie über die erste Runde hinaus.